# Avions Fournier
Avions Fournier S.A. war ein französisches Flugzeugbau-Unternehmen, das zwischen 1975 und 1986 in Nitray ansässig war und Flugzeuge des französischen Sportflugzeug-Konstrukteurs René Fournier in Serie baute.

## Geschichte

### Entwicklungsbüro Fournier (1966–1973)
Nach der Schließung des Produktionsbetriebs der Alpavia im französischen Gap Tallard war der französische Flugzeugkonstrukteur René Fournier in seine Heimatregion Touraine zurückgekehrt. Auf dem Chateau Nitray richtete Fournier in einem Seitengebäude ein Ingenieurbüro zur Entwicklung künftiger Flugzeugmuster sowie eine kleine Werkstatt zum Prototypenbau ein. In dieser Entwicklungswerkstatt entstanden 1967 die Prototypen der Fournier RF 5 sowie Ende der 60er Jahre der Prototyp der Fournier RF-7, deren Serienbau künftig beim Produktionspartner Sportavia-Pützer in Deutschland stattfinden sollte. Auch die Entwürfe der viersitzigen Fournier RF-6C und des Ganzmetalltrainers Fournier RF-8 entstanden im Entwicklungsbüro in Nitray. Die Prototypen wurden allerdings bereits bei den späteren Serienbaubetrieben Sportavia-Pützer bzw. Indraéro gebaut.

### Société Avions Fournier (1974–1977)
Da der deutsche Produktionspartner Sportavia-Pützer kein Interesse an der Serienfertigung der von Fournier entwickelten, zweisitzigen Trainervariante Fournier RF-6B hatte und Fournier keinen alternativen Produktionspartner für dieses Flugzeug fand, gründete Fournier am 10. Januar 1974 in Nitray die Société Avions Fournier. In Nitray entstand bis Mitte 1975 eine 1200 m² große Werkhalle, in der die RF-6B-Flugzeuge aus bei Unterlieferanten vorgefertigten Baugruppen montiert wurden. Die Montagelinie lief im Dezember 1975 an. Das erste in Nitray serienmäßig gebaute Flugzeug startete am 4. März 1976 zum Erstflug. Im weiterhin unabhängig von Avions Fournier bestehenden Ingenieurbüro entstand bis Ende 1976 der Prototyp der Fournier RF-9, die Anfang 1977 erstmals flog und die RF-6B-Produktion bei Avions Fournier erweitern sollte.
Im Rahmen einer gescheiterten Umschuldungsmaßnahme für den Produktionsausbau musste René Fournier im Mai 1977 die Insolvenz der Avions Fournier anmelden. Da sich kein Käufer für den Betrieb fand, wurde die Société Avions Fournier im Dezember 1977 nach der Auslieferung von 40 RF-6B-Serienmaschinen sowie dem Bau je eines RF-6B- und RF-9-Prototyps geschlossen.

### Fournier Aviation (1978–1986)
Unabhängig von der Société Avions Fournier gründete René Caillet Anfang 1978 die Fournier Aviation. Aus der zum Verkauf stehenden Insolvenzmasse der Avions Fournier erwarb Caillet für Fournier Aviation die Produktionseinrichtungen in Nitray sowie die Rechte an der RF-6B Entwicklung. René Fournier wurde als technischer Berater Mitarbeiter bei Fournier Aviation und setzte die Entwicklungsarbeit an der RF-9 für Fournier Aviation fort.
Mit einem kleinen Mitarbeiterstamm stellte Fournier Aviation weitere fünf RF-6B mit noch vorhandenen Baugruppen bis 1980 fertig, wovon eine Maschine im Auftrag von René Caillet durch Fournier zur Weiterentwicklung der leistungsstärkeren RF-6B-120 verwendet wurde. Rene Caillet verkaufte daraufhin die RF-6B-Rechte und die vorhandenen Produktionseinrichtungen aus Nitray an das englische Luftfahrtunternehmen Slingsby Aviation, das in Kirkbymoorside die RF-6B-Produktion unter der Bezeichnung Slingsby T.67 Firefly bis Ende der 90er Jahre erfolgreich weiterführte.
Die Serienproduktion des von Fournier für Fournier Aviation fertiggestellten RF-9-Entwurfs lief Ende 1979 in Nitray an. Auf Grund des schleppenden Verkaufs der Holzkonstruktion beauftragte René Caillet Fournier mit der Weiterentwicklung der RF-9 in eine Konstruktion aus Faserverbundwerkstoffen, die René Fournier als Fournier RF-10 bis 1984 fertigstellte. Der Serienbaubetrieb bei Fournier Aviation war Ende 1981 nach der Fertigstellung von 11 RF-9 Flugzeugen sowie drei Bausätzen weitgehend zum Erliegen gekommen. In den folgenden Jahren war Fournier nur noch an der Montage von RF-10-Prototypen beteiligt. Für die RF-10 schloss René Caillet eine Lizenzvereinbarung mit der französischen Aerostructure SARL, die Baugruppensätze für den Eigenbau herstellen sollte. Die Nachfrage nach fertigen Flugzeugen führte 1984 nochmals zum Aufbau einer Montagelinie für die RF-10 bei Fournier Aviation in Nitray, bevor René Caillet 1986 die kompletten Rechte und Produktionseinrichtungen für die RF-10 an die brasilianische Aeronaves e Motores verkaufte, die die RF-10 ab 1986 im brasilianischen Porto Alegre als Aeromot AMT „Ximango“ bis 2009 in Serie baute.
Der Produktionsbetrieb der Fournier Aviation in Nitray wurde 1986 endgültig nach Fertigstellung von insgesamt 33 Flugzeugen geschlossen. Fournier Aviation war Anfang der 90er Jahre noch am Verkauf einiger Aeromot AMT „Ximango“ in Europa beteiligt. Danach wurde Fournier Aviation aufgelöst. René Caillet zog sich aus der Luftfahrt zurück. René Fournier wurde nach dem Ende seiner Beratertätigkeit für Fournier Aviation ab 1986 bei der spanischen Coparavia, der späteren Aeronautica de Jaen tätig.
Insgesamt entstanden zwischen 1974 und 1986 bei Avions Fournier und dessen Nachfolgebetrieb Fournier Aviation 75 Flugzeuge. Der Betrieb in Nitray war dabei lediglich ein Montagebetrieb, der die bei Unterlieferanten hergestellten Flugzeugbaugruppen endmontierte.
Eine detaillierte Übersicht über sämtliche 77 in Nitray gebauten Fournier-Flugzeuge findet man bei 

## Flugzeugtypen

### Avions Fournier
- Fournier RF-6B, zweisitzige Trainervariante, 41 Flugzeuge
- Fournier RF-9, 1 Prototyp

### Fournier Aviation
- Fournier RF-6B, zweisitzige Trainervariante, 5 Flugzeuge
- Fournier RF-9, 14 Flugzeuge
- Fournier RF-10, Konstruktion aus Faserverbundwerkstoff, 14 Flugzeuge

### Personen
- René Fournier (Gründer und Konstrukteur)
- René Caillet